# Reaction Engines A2
Reaction Engines A2 (англ. Reaction Engines Limited A2 (скорочена назва A2) — проєкт гіперзвукового авіалайнера.  Планується, що цей пасажирський літак буде дружнім до навколишнього середовища, матиме велику дальність польотів, та велику кількість місць для транспортування пасажирів.  Цей проєкт розробляється в рамках програми LAPCAT Європейського Союзу.
Станом на початок 2008 року, пасажирський авіалайнер ще не було запущено в серійне виробництво.
Літак має досягати швидкості в 5 М на висоті 28 км, при дальності 18 000 км.

## Проєкт
Літак має запас ходу близько 20 000 кілометрів (11 000 морських миль) і хорошу ефективність палива на дозвуковій і надзвуковій швидкості, таким чином уникаючи проблем, властивих попереднім надзвуковим літакам. Максимальна швидкість прогнозується на рівні 5 і більше Махів. Він передбачає використання рідкого водню як палива, який має вдвічі більший питомий імпульс, ніж гас, і може використовуватися для охолодження транспортного засобу та повітря, що надходить у двигуни через попередній охолоджувач. Алан Бонд, керуючий директор Reaction Engines, заявив: «Наша робота показує, що технічно це можливо; тепер світ має вирішити, чи хоче він цього».
Розробники кажуть, що він зможе долетіти з Європи до Австралії менш ніж за п’ять годин порівняно з цілим днем подорожі на звичайному літаку. Вартість квитка орієнтована на рівень бізнес-класу.